# Una mujer casada
Una mujer casada (en francés: Une femme mariée) esa una película francesa de drama de 1964 dirigida por Jean-Luc Godard, es su octavo largometraje.

## Argumento
Charlotte se reúne en un hotel con Robert, su amante, quien quiere que ella se divorcie de su marido (Pierre) y tenga un hijo con él. Después de despedirse, sale de una manera muy misteriosa tomando varios taxis y va a recoger a su hijo de la escuela, que en realidad es su hijastro, pues es hijo del primer matrimonio de su esposo y posteriormente va a encontrarse con su marido y su colega, el cineasta Roger Leenhardt, al aeropuerto, ya que vienen regresando de Fráncfort, donde observaron parte de los juicios de Auschwitz. Van hacia su apartamento para la cena y terminando discuten el Holocausto y pasan a la cuestión de la memoria y la dificultad de la conmemoración del mismo. Una vez que Roger se va, Charlotte y su esposo discuten y juegan para tener sexo posteriormente. A la mañana siguiente, la criada le cuenta a Charlotte una larga historia de un encuentro sexual (un texto que Godard tomó de Mort a credit de Louis-Ferdinand Céline). Charlotte entonces asiste a una sesión de fotos en una piscina y escucha en un café cercano la conversación de dos adolescentes sobre su vida amorosa mientras hojea una revista con anuncios de ropa interior. Después de eso va al doctor y se entera de que está embarazada y no sabe de quién es hijo. Charlotte y Robert se reúnen en el Aeropuerto de Orly. Él está a punto de volar a Marseille para actuar en una producción de Racine, Bérénice. Ella le pregunta sobre el amor. Mientras se prepara para salir de su vuelo, ella llora y le dice c'est fini "Se acabó."

## Producción
Mientras que en los Cannes en mayo de 1964, Godard se reunió con Luigi Chiarini, el director de Festival de Cine de Venecia de 1964 y se ofreció para hacer una película que sería completada en tres meses para la premier en Venecia, pues el festival se llevaría a cabo del 27 de agosto al 10 de septiembre. La película sería la historia de una mujer, su esposo y su amante y la mujer se da cuenta de que está embarazada pero no sabe de quién es el hijo. La situación se ve reflejada en gran medida en la película de François Truffaut, La Peau Douce, una película que Godard admiraba y que se había basado en la propia historia de infidelidad de Truffaut. Godard escribió a Truffaut para decirle que tomaría su película en una dirección diferente si consideraba que su proyecto era demasiado similar. Aun así, aunque la película de Truffaut fue un "melodrama clásico y compacto" la de Godard sería una "película explícita y rigurosamente modernista", el melodrama se redujo "a un estilo de filmación sorprendentemente abstracto". Habiéndole gustado el par de películas de André Cayatte, Anatomía de un Matrimonio: Mis Días con Jean-Marc/Anatomía de un Matrimonio: Mis Días con Françoise - L'Amour conjugale, de 1963, Godard eligió Macha Méril, una actriz que había aparecido en papel secundario, para protagonizar a Charlotte.

## Censura
La Mujer Casada, fue el título original de Godard para la película y fue exhibida en el Festival de Cine de Venecia el 8 de septiembre de 1964 donde fue bien recibida. Michelangelo Antonioni, cuya primera película en color Rojo del Desierto, también se mostró en la competencia, se dirigió hacia Godard después de la función y lo felicitó. También fue alabada por los críticos franceses. Cahiers du cinéma, que no había elogiado Bande à part, reconoció que La Mujer Casada era un gran trabajo artístico e intelectual, sin embargo, en septiembre la Commission de Controle (junta de censura) votaron 13-5, con dos abstenciones, por la prohibición de la película. Las objeciones se centraron en el título, ya que la junta consideró que implicaba que todas las mujeres casadas eran adúlteras y también en la devoción de la película a ilustrar lascivamente escenas de sexualidad. Las razones de la comisión no se hicieron públicas pero fueron dadas a conocer al ministro de información, Alain Peyrefitte. Acordó reunirse Godard lo que conllevó a meses de debate y negociación. Godard creía que el verdadero problema era político y que "La gente de la comisión debe haberse dado cuenta que mi película ataca un modo de vida especial, el de aire acondicionado, de lo prefabricado, de la publicidad". Finalmente Godard huzo algunos cambios, incluyendo el título, aunque se negó a eliminar las referencias a los presos de los campos de concentración que Peyrefitte quería. La película se estrenó el 5 de diciembre.

## Música
Los créditos están acompañados por un cuarteto de cuerdas de Beethoven, uno de los cinco que se escuchan en el transcurso de la película. "Quand le film est triste", cantada por Sylvie Vartan, acompaña un montaje de la revista publicitando imágenes.